# Monte Secretondo
Il monte Secretondo (in dialetto bergamasco Segredont), alto 1.550 m s.l.m., è una montagna della val Seriana, in provincia di Bergamo.

## Descrizione
Si trova sul versante orografico destro della val Seriana, lungo il crinale che discende dal monte Alben e separa la val Vertova dalla val del Riso, a poca distanza dal bivacco Testa. Ѐ una cima di aspetto impervio, caratterizzata da ripidi pendii erbosi solcati da guglie e pareti rocciose, soprattutto sul versante nord.
Dalla croce di vetta si può ammirare il vicino versante sud del monte Alben e molte cime importanti delle Orobie, tra cui il pizzo Arera e la Presolana. Dal lato opposto si ha una bella vista sulla bassa val Seriana, sul Pizzo Formico e sui monti Poieto e Suchello.
Sui sentieri della zona si tiene annualmente una gara di corsa in montagna, il Trail del Segredont.

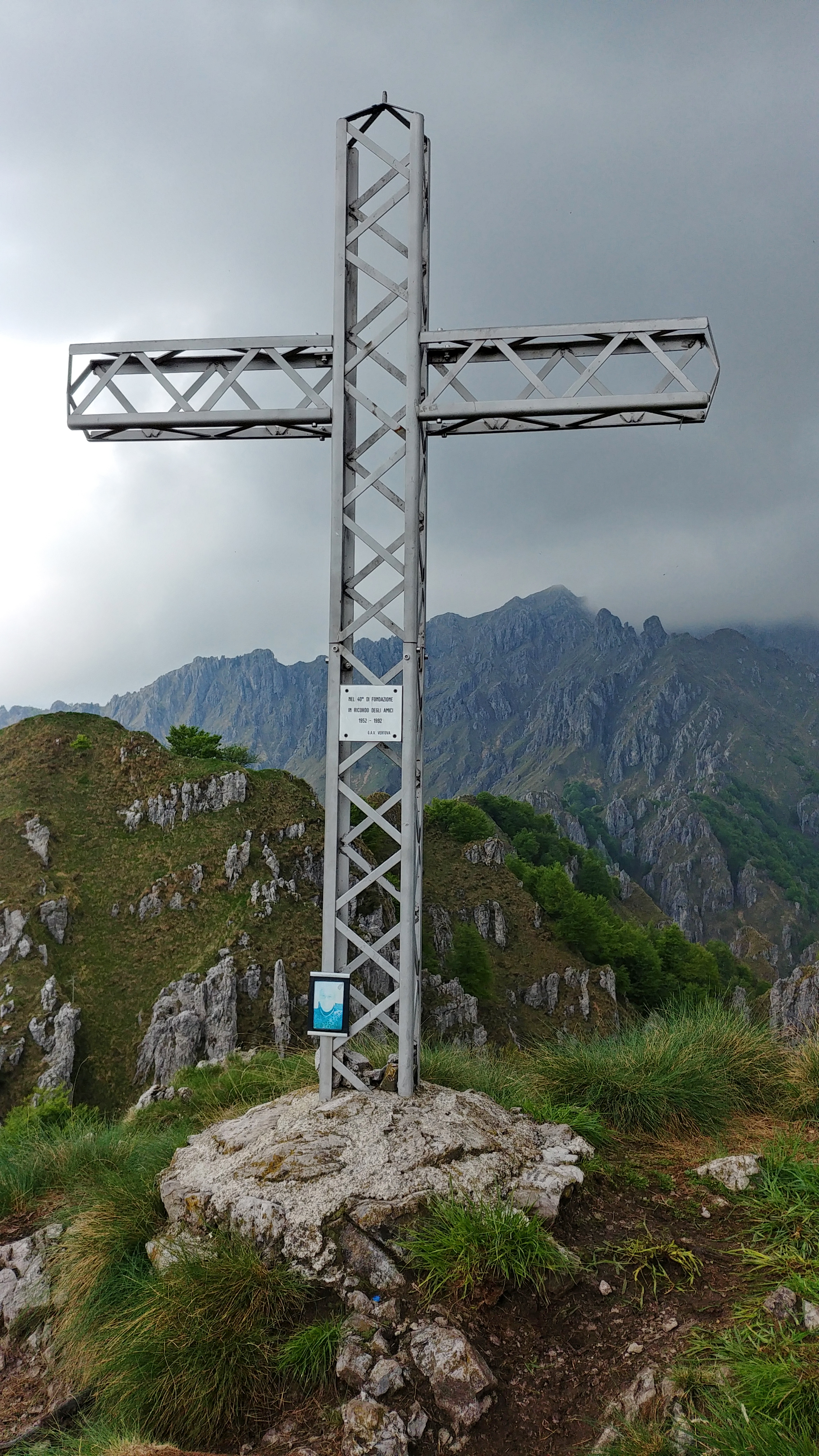
La croce di vetta

## Accessi
Si può raggiungere da Vertova seguendo il sentiero CAI 530, che si può prendere vicino al termine della strada che dal paese porta al rifugio alpino monte Cavlera. Si prende quindi a sinistra una carrareccia che porta al passo Bliben, e da qui il percorso sale, passando appena sotto la vetta del Secretondo. Bisogna quindi prendere un sentierino che sale a destra e che permette di superare l'ultimo ripido tratto. La tempistica per raggiungere la cima è di circa 2 ore.
Per arrivare dalla val del Riso si parte invece da Chignolo, frazione di Oneta, e si prende il sentiero 526. Si sale tra prati e valloni raggiungendo il bivacco La Plana, incrociando poi il sentiero 530 poco distanti dalla vetta, che si raggiunge dopo circa 2 ore e 30 dalla partenza, seguendo il sopracitato sentierino finale.
Ѐ possibile raggiungere il Secretondo anche dalla Val Serina, partendo da Costa Serina. Si prende il sentiero 519B, che sale al passo Barbata tenendosi a nord del monte Suchello. Dal passo si scende in val Vertova seguendo il segnavia 519 e poi si risale al bivacco Testa con il sentiero 527. Da qui ci si porta a saliscendi alla base della cima percorrendo il sentiero 530, e si guadagna la vetta come negli itinerari precedenti. Questo percorso richiede circa 3 ore e 30 minuti di cammino.